# V. l. n. r.

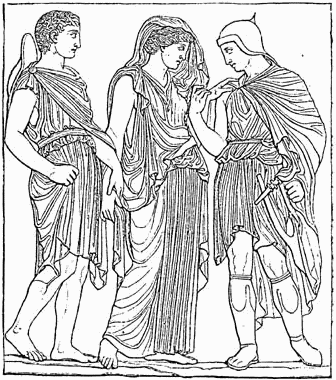
Beispiel v. l. n. r.: Hermes, Eurydike und Orpheus

Die Abkürzung v. l. n. r. bedeutet von links nach rechts und wird insbesondere bei Bildunterschriften verwendet, um die auf dem Bild dargestellten Personen oder Gegenstände der Reihenfolge nach benennen zu können.
Gelegentlich findet auch die umgekehrte Variante v. r. n. l. (von rechts nach links) Verwendung.

## Schreibweise
Von links nach rechts wurde früher mit „v.l.n.r.“ abgekürzt, also ohne Leerzeichen. Nach DIN 5008 wird heute zwischen den abgekürzten Wörtern jeweils ein Leerschritt empfohlen. Zur besseren Gliederung und Lesbarkeit wird dabei häufig ein schmales, umbruchgeschütztes Leerzeichen verwendet. Auch die Variante „vlnr“ ist weit verbreitet.